# Стивенс Сити (Вирџинија)
Стивенс Сити (енгл. Stephens City) град је у америчкој савезној држави Вирџинија. По попису становништва из 2010. у њему је живело 1.829 становника.

## Демографија
Према попису становништва из 2010. у граду је живело 1.829 становника, што је 683 (59,6%) становника више него 2000. године.
| Група             | 2000.         | 2010.         |
| Белци             | 1.023 (89,3%) | 1.481 (81,0%) |
| Афроамериканци    | 75 (6,5%)     | 129 (7,1%)    |
| Азијати           | 18 (1,6%)     | 33 (1,8%)     |
| Хиспаноамериканци | 23 (2,0%)     | 134 (7,3%)    |
| Укупно            | 1.146         | 1.829         |